# Saint-Sulpice-le-Guérétois
Saint-Sulpice-le-Guérétois este o comună în departamentul Creuse din centrul Franței. În 2009 avea o populație de 2.035 de locuitori.

## Evoluția populației
| An        | 1975  | 1982  | 1990  | 1999  | 2006  | 2009  |
| --------- | ----- | ----- | ----- | ----- | ----- | ----- |
| Populație | 1.239 | 1.738 | 1.879 | 1.843 | 1.986 | 2.035 |